# Magnum, P.I.
Magnum, P.I. es una serie estadounidense de televisión que trata de las aventuras de Thomas Sullivan Magnum (Tom Selleck), un investigador privado que vive en Hawái. La serie era una mezcla de comedia, acción y drama. Fue transmitida originalmente por la cadena estadounidense CBS de 1980 a 1988. Además fue retransmitida en muchos otros países.
Lo más destacado acerca del personaje eran sus camisas floreadas, sus bermudas, su gorra de los Tigres de Detroit y su bigote tipo mostacho, que formó parte de la personalidad de Selleck durante una buena cantidad de años.

## Argumento

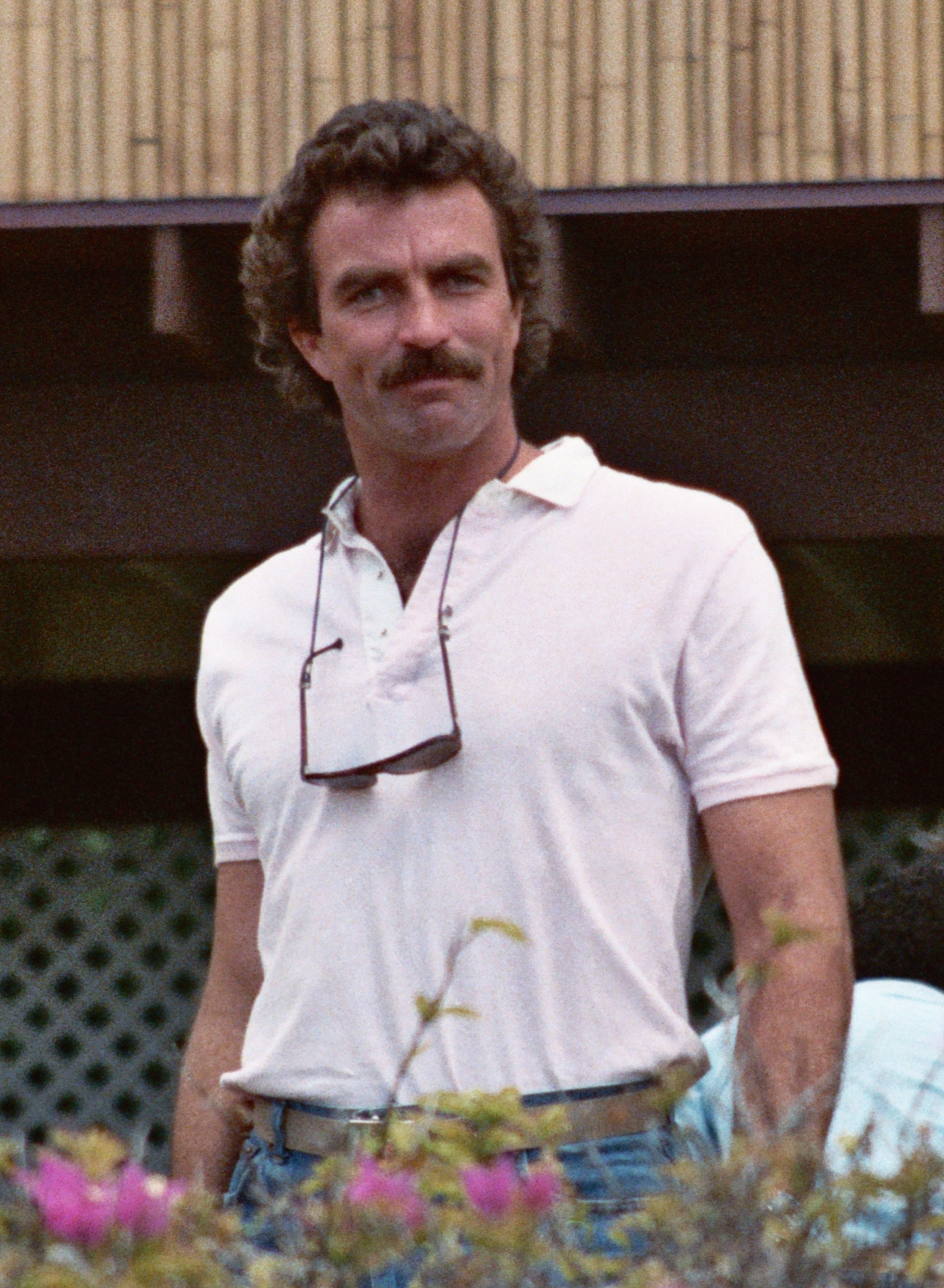
Tom Selleck como Magnum (1984).

Thomas Sullivan Magnum IV trabajaba para un patrocinador misterioso llamado Robin Masters que poseía una mansión y el distintivo Ferrari 308 GTS rojo, llegando a ser un personaje más de la serie.
Masters no era solo el patrocinador de Magnum, sino que era un escritor de mucho éxito que alguna vez fue ayudado por este y que en agradecimiento, le dio amplias libertades respecto de su casa de huéspedes en Hawái y el exclusivo Ferrari rojo que allí tenía. 
En la mansión vivía además un mayordomo de origen inglés, de nombre Jonathan Quayle Higgins III (John Hillerman) encargado del cuidado y mantenimiento de la mansión. Poseía dos perros guardianes dobermans, Zeus y Apolo, con los que amenazaba a Magnum y sus amistades en la mansión. 
Higgins tenía poder absoluto sobre los bienes de Robin Masters que viajaba por el mundo y en varios capítulos de la serie, Magnum creyó con muy buen fundamento que Robin Masters era el seudónimo literario de Higgins y que en realidad eran la misma persona. La sospecha fue un elemento muy acertado en la historia, comprobándose su veracidad en el último capítulo.
Magnum vivía en la casa de invitados y disfrutaba de todas las comodidades de la mansión, era el encargado de la seguridad de la mansión, las cámaras de vídeo y las alarmas. Magnum se dedicaba a casos de poca monta como investigador independiente; alguna vez era requerido por el jefe del departamento de investigaciones criminales de la policía de Honolulu, el comisionado Tanaka, para resolver casos de asesinato.
Thomas Magnum solía ser ayudado por sus dos grandes amigos y excompañeros de la Guerra de Vietnam, "Rick" y "T.C.". Rick trabajaba en un club de Hawái llamado King Kamehameha y tenía contactos en las mafias locales, y T.C. tenía un helicóptero Hughes 500 de color negro pintado con llamativos colores, que usaba como aerotaxi para volar sobre la isla con turistas y una mítica furgoneta Volkswagen T3 pintada con los mismos colores que el helicóptero. Magnum era un eterno mujeriego y aficionado a todos los deportes estadounidenses, sobre todo de los Detroit Tigers del baseball; también solía salir por la costa a remar en kayak.
La serie lanzó al estrellato a Tom Selleck. En el capítulo de las curiosidades cabe señalar que cuando Steven Spielberg y George Lucas crearon a Indiana Jones pensaron en Tom Selleck para que diera vida en la gran pantalla al personaje, por ser un investigador. De hecho, incluso llegaron a proponérselo al actor, sin embargo, el gran éxito inicial de la serie y el contrato firmado con la CBS durante varios años, impidieron a Tom Selleck ser Indiana Jones.

## Elenco
- Tom Selleck como Thomas Sullivan Magnum IV.
- Roger E. Mosley como Theodore "TC" Calvin.
- Larry Manetti como Orville Wilbur Richard "Rick" Wright.
- John Hillerman como Jonathan Quayle Higgins III.

## Vehículos

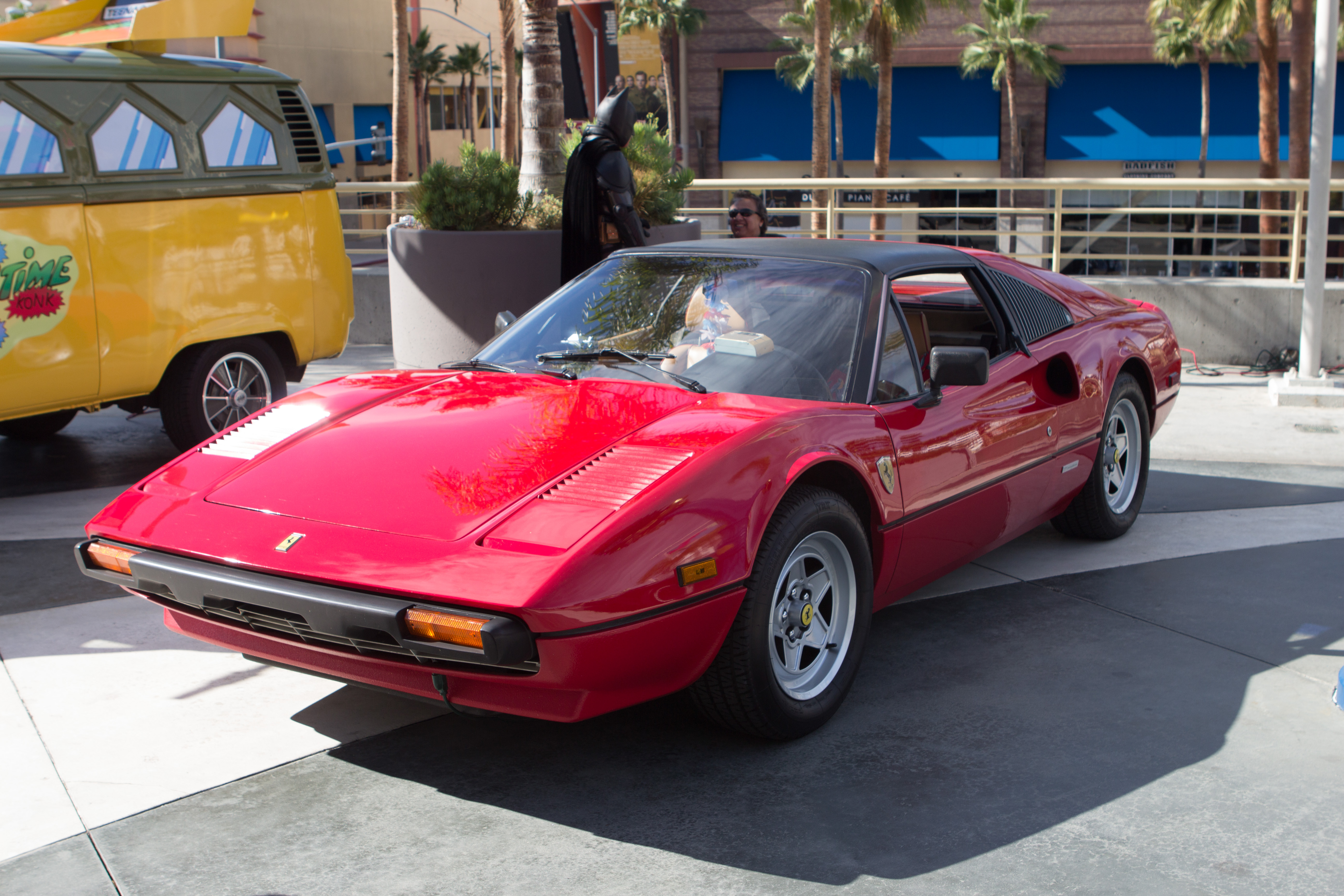
El Ferrari 308 GTSI usado por Magnum.

### Coches
'Coches de Robin Masters' 
- "ROBIN 1"
  - 1979 Ferrari 308 GTB (temporada 1)
  - 1981 Ferrari 308 GTB / GTS (temporadas 2 a 6)
  - 1984 Ferrari 308GTSi quattrovalvole[1] (temporadas 7-8)
- "ROBIN 2"
  - 1980 Audi 100 (temporadas 1-4; primera copia ampliada en S1E5)
  - 1985 Audi 100[2] (temporadas 5-8)
  - 1974 Jaguar XJ (visto solo en la temporada 4, episodio 18)
- "ROBIN 3"
  - 1980 Chevrolet Blazer (Chevrolet K5 Blazer - temporada 1-3)
  - 1983 GMC Jimmy (Chevrolet S-10 Blazer - temporadas 4-6)
  - 1984  Jeep Wagoneer (Modelo XJ - temporadas 7-8)
- "Robin 23"
  - Ferrari GTSi de 1981 (verde): visto solo en el decimotercer episodio de la sexta temporada; "Escuela de Verano". Este coche fue proporcionado por Robin Masters para su sobrino visitante, 'R.J.'.
- "56E-478" Matrícula que no es 'Robin'
  - 1978 Ferrari 308 GTS (tema de apertura de los episodios / créditos)[3]

Otros
- Furgoneta Island Hoppers (TC) - Volkswagen Type 2 (T3)[2]
- El convertible de Rick - Mercedes-Benz R107 y C107 (el coronel Buck Green se refirió a él como un 450SL cuando Rick desapareció) y al menos un Corvette en un episodio inicial en el que Thomas y Rick conducen uno al lado del otro. en un desvío de dos carriles.[4] Rick condujo el Mercedes desde la mitad de la temporada 2 hasta el final de la serie.
- Rick's Datsun 280ZX - Nissan S130. Rick condujo este auto cuando comenzó la serie hasta la mitad de la temporada 2, después de lo cual condujo el Mercedes.[5]
- Magnum's Beetle - 1966 Volkswagen Beetle convertible. En 1979, cuando acababa de abrir su negocio de investigador privado, Magnum conducía un Volkswagen Beetle convertible azul estropeado, con la puerta del lado del conductor oxidada.[6]
- Jaguar de Magnum - 1969 Jaguar E-Type. Magnum condujo el descapotable rojo Jaguar bastante maltratado en un episodio de la temporada 5 "Justicia ciega" después de que Higgins le impidiera usar el Ferrari.[7]
- El Bentley - 1937 Bentley 3.5 litros Drophead Coupe (cuerpo Gurney Nutting). Cuando Magnum y Higgins visitan Inglaterra en la apertura de la temporada 6, cuando Robin Masters acababa de comprar una nueva propiedad, "Robin's Keep", Magnum conduce el viejo Bentley, el único automóvil incluido con la propiedad. El automóvil fue conducido anteriormente por James Bond en la película no oficial de 1983  Nunca digas nunca jamás .[8]

### Aeronaves
- Helicóptero Island Hoppers (TC) - MD Helicopters MD 500 (varios modelos)[9]
- Ken Enderlin Charters - N9267F es un modelo Hughes 369HS construido en 1975, número de construcción (C / N) 1150778S, en los episodios "Dream a Little Dream" y "Missing Melody".[10]

## Reinicio
En octubre de 2017, la CBS anunció que habían emitido un compromiso piloto para un reinicio de la serie, que sería desarrollado por Peter M. Lenkov, quien ayudó a reiniciar otras series como Hawaii Five-0 y  MacGyver para la red. La CBS ordenó oficialmente el piloto tres meses después, junto con uno para el reinicio de otra exitosa serie de televisión de los 80 para la cadena, "Cagney & Lacey", así como uno para el favorito de los 90 "Murphy Brown". El 20 de febrero de 2018, el actor Jay Hernandez fue elegido para interpretar a Thomas Magnum. Actualmente, Tom Selleck interpreta al comisionado de la policía de Nueva York, Frank Reagan, en otra serie de la CBS, Blue Bloods.